# Zgodovina šolstva v Sloveniji
Zgodovina šolstva v Sloveniji

## Politična šolska ustava
Terezijanski osnovnošolski zakon iz leta 1774 je leta 1805 nadomestil nov zakon, imenovan Politična šolska ustava, v katerem sta pri pripravi imela vidno vlogo brata Anton in Jožef Špendov iz Mošenj na Gorenjskem, pomembna pedagoga in reformatorja šolstva v avstrijskih deželah. Zakon je poudarjal vzgojno vlogo verouka in ponovno uvedel cerkveno nadzorstvo. Uvajal je tudi ponavljalne nedeljske šole, ki so bile namenjene tistim šolarjem, ki so že končali obvezno šolanje.

## Obdobje francoskih Ilirskih provinc
Obdobje francoskih Ilirskih provinc je za kratek čas vplivalo na razvoj slovenskega šolstva v letih 1809 – 1813. Francozi so na Slovenskem uvedli enotno osnovno šolo, imenovano ecole primaire. Zanjo je bila značilna večja vloga slovenščine kot učnega jezika v primerjavi s prejšnjim obdobjem. Bile so tudi gimnazije, in sicer nižje in liceji, katere pa ne smemo mešati z avstrijskimi liceji. Kajti avstrijski liceji so bili višja oblika srednjih šol. Gimnazije so bile dvoletne, drugače pa tudi triletne in štiriletne. Bile so v Ljubljani, Novem Mestu, Idriji, Gorici in Kopru. Kasneje gimnazij zamenjali kolegiji, ki pa zaradi pomanjkanja sredstev niso uspešno delovali. Najpomembnejša pridobitev francoske dobe je bila ustanovitev centralnih šol. Leta 1810 /1811 je začela delovati v Ljubljani. Imela je pet študijskih smeri – za zdravnike, kirurge, inženirje, arhitekte, pravnike in teologe.

### Valentin Vodnik
Valentin Vodnik je bil prvi ravnatelj ljubljanske »ecole primaire« in nato še gimnazije. Prizadeval si je za večjo vlogo slovenščine kot učnega jezika. Napisal je veliko večino slovenskih učbenikov. Najbolj znana sta ˝»Abeceda za perve shole«˝ in ˝»Pismenost ali gramatika za perve shole«˝.

## Med letoma 1814 in 1848
Med letoma 1814 in 1848 se stanje v šolstvu ni spreminjalo. Vse je potekalo po ustaljenem (dotedanjem) redu.

## Revolucionarno leto 1848
Revolucionarno leto 1848 ni prineslo nobenih sprememb na področju osnovnega šolstva, zelo pa je spremenilo srednje in visoke šole. Leta 1849 je bila gimnazijska reforma, s katero so ukinili liceje – višje šole. Liceji so iz šestletnih postali osemletni, delili pa so se na štiriletne nižje in štiriletne višje gimnazije. Gimnazija se je končala z maturo in je omogočala neposreden prehod na univerze. Po letu 1848 se je razvila posebna oblika srednjih šol –realka ali realna gimnazija, v kateri so posebno pozornost namenjali predmetom iz naravoslovne skupine. V začetku so bile štiriletne, nato šestletne, po letu 1869 pa osemletne.

## Enotna osnovna šola
Leta 1869 je bila z osnovnošolskim zakonom uvedena enotna osnovna šola. Osnovna šola je trajala osem let. Uvedena sta bila dva tipa ljudskih šol: obča ljudska šola in meščanska šola. Trajale so tri leta, učenci so dobili strokovno izobrazbo obrtne, trgovske in kmetijske smeri. Tako so učenci po končani meščanski šoli imeli poklicno izobrazbo.

### Plača osnovnošolskih učiteljev
Nova šolska zakonodaja je dvignila socialno in izobrazbeno raven učiteljev. Osnovnošolske učitelje so plačevale dežele, in sicer zelo različno. Na Slovenskem se je najbolj godilo učiteljem na Štajerskem, najslabše pa v Istri. Od leta 1870 dalje so se izobraževali na štiriletnih učiteljiščih, ki so bila v Ljubljani, Celovcu, Mariboru in Kopru.

### Prve učiteljice
Šola je bila do zadnjih desetletij 19. stoletja še skoraj izključno moška zadeva. Prva učiteljice, razen redovnic v zasebnih šolah in učiteljic za dekliška ročna dela na javnih šolah in v večji meri prve profesorice v srednjih šolah, so bile resnične »bele vrane«, ki so, kot je moč razbrati po zapisanih spominih, s svojo prisotnostjo v razredih izzivale hud odpor. Kasneje pa so se učiteljice vse bolj uveljavljale, čeprav so bile glede plač zapostavljene.